# Pseudoterpna coronillaria
Pseudoterpna coronillaria (Hübner, [1817]) è un lepidottero notturno appartenente alla famiglia Geometridae, diffuso in Eurasia e Nordafrica.
È presente in Spagna, Portogallo, Pirenei, Francia occidentale e meridionale, Corsica, Sardegna, Sicilia, Italia, Samo, Rodi, Turchia, Israele, Libano, Giordania settentrionale e Nord Africa. Non è stato segnalato dalla Gran Bretagna continentale, ma è presente a Jersey.
L'apertura alare è di 36-40 millimetri. Gli adulti assomigliano a Pseudoterpna pruinata, ma hanno generalmente un aspetto più grigio, con una leggera sfumatura verdastra, e una spruzzata di squame più scure.
Le larve si nutrono di Genista tinctoria, Ulex e ginestra.